# Македонска патриотична организация „Мара Бунева“ (Елвуд сити)
Македонската патриотична организация „Мара Бунева“ е секция на Македонската патриотична организация в Елвуд Сити, Пенсилвания, САЩ. Основана е от бежанци от Ресенско и Гопеш през август 1934 година. Към 1940 година в настоятелството влизат Димитър Симов (председател), Георги Наумов (касиер), Васка Нонева (секретар), а Н. Гошев, М. Босилков и Г. Станков са в контролната комисия.